# Liste der Nummer-eins-Hits in Portugal (2022)
Diese Liste der Nummer-eins-Hits in Portugal im Jahr 2022 basiert auf den offiziellen Singlecharts (Top 100 Singles) und Albumcharts (Top 50 Artistas) der Associação Fonográfica Portuguesa (AFP), der portugiesischen Landesgruppe der IFPI.

## Singles
| ← 2021 ← | Liste der Nummer-eins-Hits in Portugal | Liste der Nummer-eins-Hits in Portugal       | Liste der Nummer-eins-Hits in Portugal | 2023 →                                                                                              |
| \| Zeitraum \| Wo. ges. \| Interpret \| Titel Autor(en) \| Zusätzliche Informationen \| \| (Zeitraum, Wochen auf Platz eins, Interpret, Titel, Autor[en], zusätzliche Informationen) \| \| \| \| \| \| ----------------------------------------------------------------------------------------- \| -------- \| -------------------------------------------- \| ---------------------------------------------------------------------------------------------------------------------------------------------------------------------------------- \| --------------------------------------------------------------------------------------------------- \| \| 39. Woche 2021 – 6. Woche 2022 20 Wochen \| 20 \| Ckay feat. Kuamí Eugene & Joeboy \| Love Nwantiti (Remix) Chukwuka Chukwuma Ekweani, Joseph Akinwale Akinfenwa-Donus, Eugène Kwame Marfo \| – \| \| 7. Woche 1 Woche \| 1 \| Ed Sheeran \| Bad Habits Edward Christopher Sheeran, Johnny McDaid, Frederick John Philip Gibson \| – \| \| 8.–20. Woche 13 Wochen (insgesamt 27) \| 27 \| Pedro Sampaio & MC Pedrinho \| Dançarina Larissa de Macedo Machado, Dadju Djuna Nsungula, Mike Roberto Fraga dos Santos, Pedro Maia Tempester, Pedro Sampaio, Rafael Silva de Queiroz, Yohann Doumbia, W. Bundala \| – \| \| 21. Woche 1 Woche \| 1 \| Harry Styles \| As It Was Harry Edward Styles, Thomas Edward Percy Hull, Tyler Sam Johnson \| – \| \| 22.–35. Woche 14 Wochen (insgesamt 27) \| 27 \| Pedro Sampaio & MC Pedrinho \| Dançarina Larissa de Macedo Machado, Dadju Djuna Nsungula, Mike Roberto Fraga dos Santos, Pedro Maia Tempester, Pedro Sampaio, Rafael Silva de Queiroz, Yohann Doumbia, W. Bundala \| – \| \| 36.–37. Woche 2 Wochen \| 2 \| L7nnon & DJ Biel do Furduncinho feat. Bianca \| Ai preto Biel do Furduncinho, Lennon dos Santos Barbosa Frasetti \| – \| \| 38.–42. Woche 5 Wochen (insgesamt 9) \| 9 \| Bárbara Bandeira feat. Ivandro \| Como tu Bárbara Bandeira, Ivandro, Isobel Bizu Beardshaw, Jesus da Costa, Naitumela Masuku, Rodrigo Neiva Correia, Sinai Tedros \| – \| \| 43.–49. Woche 7 Wochen \| 7 \| Bizarrap feat. Quevedo \| Quevedo: Bzrp Music Sessions, Vol. 52 Santiago Pablo Exequiel Alvarado, Francisco Zecca, Pedro Luis Dominguez Quevedo, Gonzalo Julián Conde \| – \| \| 50. Woche 1 Woche (insgesamt 9) \| 9 \| Bárbara Bandeira feat. Ivandro \| Como tu Bárbara Bandeira, Ivandro, Isobel Bizu Beardshaw, Jesus da Costa, Naitumela Masuku, Rodrigo Neiva Correia, Sinai Tedros \| – \| \| 51. Woche 1 Woche \| 1 \| Central Cee \| Let Go Tommie Ford, Tina Moore, James Wesley Thomas Grant, Darius Ellington Forde, Oakley Neil H. Caesar-Su \| – \| \| 52. Woche 1 Woche (insgesamt 5) \| 5 \| Mariah Carey \| All I Want for Christmas Is You Walter N. Afanasieff, Mariah Carey \| Alle zwei Jahre kehrt Carey an Weihnachten an die Spitze zurück, nach 2018 und 2020 zum dritten Mal \| |                                        |                                              | | |
| ← 2021 |                                        |                                              | | → 2023 →                                                                                            |
| Zeitraum | Wo. ges.                               | Interpret                                    | Titel Autor(en) | Zusätzliche Informationen                                                                           |
| (Zeitraum, Wochen auf Platz eins, Interpret, Titel, Autor[en], zusätzliche Informationen) |                                        |                                              | | |
| 39. Woche 2021 – 6. Woche 2022 20 Wochen | 20                                     | Ckay feat. Kuamí Eugene & Joeboy             | Love Nwantiti (Remix) Chukwuka Chukwuma Ekweani, Joseph Akinwale Akinfenwa-Donus, Eugène Kwame Marfo                                                                               | –                                                                                                   |
| 7. Woche 1 Woche | 1                                      | Ed Sheeran                                   | Bad Habits Edward Christopher Sheeran, Johnny McDaid, Frederick John Philip Gibson                                                                                                 | –                                                                                                   |
| 8.–20. Woche 13 Wochen (insgesamt 27) | 27                                     | Pedro Sampaio & MC Pedrinho                  | Dançarina Larissa de Macedo Machado, Dadju Djuna Nsungula, Mike Roberto Fraga dos Santos, Pedro Maia Tempester, Pedro Sampaio, Rafael Silva de Queiroz, Yohann Doumbia, W. Bundala | –                                                                                                   |
| 21. Woche 1 Woche | 1                                      | Harry Styles                                 | As It Was Harry Edward Styles, Thomas Edward Percy Hull, Tyler Sam Johnson | –                                                                                                   |
| 22.–35. Woche 14 Wochen (insgesamt 27) | 27                                     | Pedro Sampaio & MC Pedrinho                  | Dançarina Larissa de Macedo Machado, Dadju Djuna Nsungula, Mike Roberto Fraga dos Santos, Pedro Maia Tempester, Pedro Sampaio, Rafael Silva de Queiroz, Yohann Doumbia, W. Bundala | –                                                                                                   |
| 36.–37. Woche 2 Wochen | 2                                      | L7nnon & DJ Biel do Furduncinho feat. Bianca | Ai preto Biel do Furduncinho, Lennon dos Santos Barbosa Frasetti | –                                                                                                   |
| 38.–42. Woche 5 Wochen (insgesamt 9) | 9                                      | Bárbara Bandeira feat. Ivandro               | Como tu Bárbara Bandeira, Ivandro, Isobel Bizu Beardshaw, Jesus da Costa, Naitumela Masuku, Rodrigo Neiva Correia, Sinai Tedros                                                    | –                                                                                                   |
| 43.–49. Woche 7 Wochen | 7                                      | Bizarrap feat. Quevedo                       | Quevedo: Bzrp Music Sessions, Vol. 52 Santiago Pablo Exequiel Alvarado, Francisco Zecca, Pedro Luis Dominguez Quevedo, Gonzalo Julián Conde                                        | –                                                                                                   |
| 50. Woche 1 Woche (insgesamt 9) | 9                                      | Bárbara Bandeira feat. Ivandro               | Como tu Bárbara Bandeira, Ivandro, Isobel Bizu Beardshaw, Jesus da Costa, Naitumela Masuku, Rodrigo Neiva Correia, Sinai Tedros                                                    | –                                                                                                   |
| 51. Woche 1 Woche | 1                                      | Central Cee                                  | Let Go Tommie Ford, Tina Moore, James Wesley Thomas Grant, Darius Ellington Forde, Oakley Neil H. Caesar-Su                                                                        | –                                                                                                   |
| 52. Woche 1 Woche (insgesamt 5) | 5                                      | Mariah Carey                                 | All I Want for Christmas Is You Walter N. Afanasieff, Mariah Carey | Alle zwei Jahre kehrt Carey an Weihnachten an die Spitze zurück, nach 2018 und 2020 zum dritten Mal |

## Alben
| ← 2021 ← | Liste der Nummer-eins-Hits in Portugal | Liste der Nummer-eins-Hits in Portugal | Liste der Nummer-eins-Hits in Portugal | 2023 →                    |
| \| Zeitraum \| Wo. ges. \| Interpret \| Titel \| Zusätzliche Informationen \| \| (Zeitraum, Wochen auf Platz eins, Interpret, Titel, zusätzliche Informationen) \| \| \| \| \| \| ------------------------------------------------------------------------------ \| -------- \| --------------------- \| --------------------------- \| ------------------------- \| \| 50. Woche 2021 – 1. Woche 2022 4 Wochen (insgesamt 6) \| 6 \| Tony Carreira \| Recomeçar \| – \| \| 2. Woche 1 Woche (insgesamt 2) \| 2 \| Sara Carreira \| A minha história \| – \| \| 3. Woche 1 Woche (insgesamt 3) \| 3 \| Adele \| 30 \| – \| \| 4. Woche 1 Woche (insgesamt 5) \| 5 \| Fernando Daniel \| Presente \| – \| \| 5.–6. Woche 2 Wochen (insgesamt 5) \| 5 \| Pink Floyd \| The Dark Side of the Moon \| – \| \| 7. Woche 1 Woche (insgesamt 3) \| 3 \| Adele \| 30 \| – \| \| 8. Woche 1 Woche \| 1 \| Pink Floyd \| P.U.L.S.E. \| – \| \| 9.–10. Woche 2 Wochen \| 2 \| Dulce Pontes \| Perfil \| – \| \| 11. Woche 1 Woche \| 1 \| Bryan Adams \| So Happy It Hurts \| – \| \| 12.–13. Woche 2 Wochen \| 2 \| Rosalía \| Motomami \| – \| \| 14.–16. Woche 3 Wochen \| 3 \| Red Hot Chili Peppers \| Unlimited Love \| – \| \| 17.–18. Woche 2 Wochen \| 2 \| José Afonso \| Cantigas do Maio \| – \| \| 19.–20. Woche 2 Wochen \| 2 \| Arcade Fire \| We \| – \| \| 21.–23. Woche 3 Wochen (insgesamt 12) \| 12 \| Harry Styles \| Harry’s House \| – \| \| 24. Woche 1 Woche \| 1 \| BTS \| Proof \| – \| \| 25. Woche 1 Woche (insgesamt 12) \| 12 \| Harry Styles \| Harry’s House \| – \| \| 26. Woche 1 Woche \| 1 \| José Afonso \| Venham mais cinco \| – \| \| 27.–33. Woche 7 Wochen (insgesamt 12) \| 12 \| Harry Styles \| Harry’s House \| – \| \| 34. Woche 1 Woche \| 1 \| Madonna \| Finally Enough Love \| – \| \| 35. Woche 1 Woche \| 1 \| Muse \| Will of the People \| – \| \| 36.–37. Woche 2 Wochen \| 2 \| Harry Styles \| Harry Styles \| – \| \| 38.–39. Woche 2 Wochen \| 2 \| Blackpink \| Born Pink \| – \| \| 40. Woche 1 Woche \| 1 \| José Afonso \| Coro dos tribunais \| – \| \| 41. Woche 1 Woche \| 1 \| Pink Floyd \| Animals \| – \| \| 42. Woche 1 Woche \| 1 \| Red Hot Chili Peppers \| Return of the Dream Canteen \| – \| \| 43.–45. Woche 3 Wochen (insgesamt 4) \| 4 \| Taylor Swift \| Midnights \| – \| \| 46. Woche 2022 – 2. Woche 2023 9 Wochen (insgesamt 10) \| 10 \| Ana Moura \| Casa guilhermina \| – \| |                                        |                                        |                                        |                           |
| ← 2021 |                                        |                                        |                                        | → 2023 →                  |
| Zeitraum | Wo. ges.                               | Interpret                              | Titel                                  | Zusätzliche Informationen |
| (Zeitraum, Wochen auf Platz eins, Interpret, Titel, zusätzliche Informationen) |                                        |                                        |                                        |                           |
| 50. Woche 2021 – 1. Woche 2022 4 Wochen (insgesamt 6) | 6                                      | Tony Carreira                          | Recomeçar                              | –                         |
| 2. Woche 1 Woche (insgesamt 2) | 2                                      | Sara Carreira                          | A minha história                       | –                         |
| 3. Woche 1 Woche (insgesamt 3) | 3                                      | Adele                                  | 30                                     | –                         |
| 4. Woche 1 Woche (insgesamt 5) | 5                                      | Fernando Daniel                        | Presente                               | –                         |
| 5.–6. Woche 2 Wochen (insgesamt 5) | 5                                      | Pink Floyd                             | The Dark Side of the Moon              | –                         |
| 7. Woche 1 Woche (insgesamt 3) | 3                                      | Adele                                  | 30                                     | –                         |
| 8. Woche 1 Woche | 1                                      | Pink Floyd                             | P.U.L.S.E.                             | –                         |
| 9.–10. Woche 2 Wochen | 2                                      | Dulce Pontes                           | Perfil                                 | –                         |
| 11. Woche 1 Woche | 1                                      | Bryan Adams                            | So Happy It Hurts                      | –                         |
| 12.–13. Woche 2 Wochen | 2                                      | Rosalía                                | Motomami                               | –                         |
| 14.–16. Woche 3 Wochen | 3                                      | Red Hot Chili Peppers                  | Unlimited Love                         | –                         |
| 17.–18. Woche 2 Wochen | 2                                      | José Afonso                            | Cantigas do Maio                       | –                         |
| 19.–20. Woche 2 Wochen | 2                                      | Arcade Fire                            | We                                     | –                         |
| 21.–23. Woche 3 Wochen (insgesamt 12) | 12                                     | Harry Styles                           | Harry’s House                          | –                         |
| 24. Woche 1 Woche | 1                                      | BTS                                    | Proof                                  | –                         |
| 25. Woche 1 Woche (insgesamt 12) | 12                                     | Harry Styles                           | Harry’s House                          | –                         |
| 26. Woche 1 Woche | 1                                      | José Afonso                            | Venham mais cinco                      | –                         |
| 27.–33. Woche 7 Wochen (insgesamt 12) | 12                                     | Harry Styles                           | Harry’s House                          | –                         |
| 34. Woche 1 Woche | 1                                      | Madonna                                | Finally Enough Love                    | –                         |
| 35. Woche 1 Woche | 1                                      | Muse                                   | Will of the People                     | –                         |
| 36.–37. Woche 2 Wochen | 2                                      | Harry Styles                           | Harry Styles                           | –                         |
| 38.–39. Woche 2 Wochen | 2                                      | Blackpink                              | Born Pink                              | –                         |
| 40. Woche 1 Woche | 1                                      | José Afonso                            | Coro dos tribunais                     | –                         |
| 41. Woche 1 Woche | 1                                      | Pink Floyd                             | Animals                                | –                         |
| 42. Woche 1 Woche | 1                                      | Red Hot Chili Peppers                  | Return of the Dream Canteen            | –                         |
| 43.–45. Woche 3 Wochen (insgesamt 4) | 4                                      | Taylor Swift                           | Midnights                              | –                         |
| 46. Woche 2022 – 2. Woche 2023 9 Wochen (insgesamt 10) | 10                                     | Ana Moura                              | Casa guilhermina                       | –                         |